# I Got a Boy
『I Got a Boy』（アイ・ゴット・ア・ボーイ）は、2013年1月1日に韓国で発売された少女時代の4枚目の正規アルバム、またそのタイトル曲。

## 概要
アルバムの制作には、ノルウェーの作曲家チームDSign Musicをはじめ、イギリスのシンガーソングライターピクシー・ロット、Joe Belmaati、ユ・ヨンジン、Kenzie、パク・チャンヒョンなどが参加した。タイトル曲「I Got a Boy」の振り付けは、NappyTabs、仲宗根梨乃、Jillian Meyersが手がけた。2013年1月4日には、動画投稿サイト「YouTube」で、「I Got a Boy」のミュージックビデオが再生回数1000万回を越えた。Gaonチャートの2013年の年間の販売数は293,302枚で、2014年1月から10月までの販売数8,151枚を合わせると累計301,453枚である。「I Got a Boy」は2013年の第1回YouTubeミュージックアワードで「ビデオ・オブ・ザ・イヤー」を受賞した。

## 評価
アメリカ・ビルボード公式サイトのレビューは、このアルバムについて「エレクトロニック・ダンスミュージック、クラシック及びモダーンR＆B、80年代のニューウェーブや、その他の要素を組み合わせた洗練された音楽」と伝えた。またタイトル曲「I Got a Boy」については「大衆の嗜好に合わせて作られたサウンドではないが、5つの完全に異なるサウンドを組み合わせている。この曲は一貫して流れたり、少女たちのハーモニーを支えているわけではないが、どの国でも聴いたことのない最も進歩的なポップシングルである」と評価した。
「I Got a Boy」は次々と曲調が切り替わる曲で親しみやすいとは言い難く、ダンスや衣装もそれまでの少女時代とは全く異なるイメージのものに挑戦している。従来のイメージの少女時代を期待していたファンからは批判の声も聞かれたが、トップガールズグループとしての冒険的・実験的な姿勢を評価する声もある。メンバーたちは、確かに曲は難解だったが、ダンスは練習生時代に慣れ親しんだダンスなのでむしろ踊りやすかったと語っている。またもうひとつの活動曲であり若き日のイメージが残る「Dancing Queen」が、「I Got a Boy」が受け入れられなかった時のための安全装置となっているという意見もある。

## 収録曲
1. I Got a Boy
2. Dancing Queen
イギリスの歌手ダフィーの「Mercy」を韓国語でカバーした曲。
2008年にシングルとして制作されMVも撮影されていたが発売中止となっていた。
3. Baby Maybe
少女時代メンバーのスヨンとユリとソヒョンが作詞を手がけた。
4. 話してみて (Talk Talk)
日本2ndアルバム『GIRLS' GENERATION II 〜Girls & Peace〜』に収録された「BOOMERANG」の韓国語バージョン。
5. Promise
6. Express 999
漫画『銀河鉄道999』をモチーフにした曲。
7. ガラスの子ども (Lost In Love)
テヨンとティファニーのデュエット曲。
8. Look at Me
9. XYZ
ユリとソヒョンが作詞を手がけた。
10. ロマンティック街道 (Romantic ST.)